# Aleksa Nikolić
Aleksa Nikolić (in serbo Алекса Николић?; Pančevo, 31 marzo 1995) è un cestista serbo.